# Општина Паунешти (Вранча)
Паунешти (рум. Păuneşti) општина је у Румунији у округу Вранча.
Oпштина се налази на надморској висини од 279 m.